# Vlag van Keski-Pohjanmaa

Vlag van Keski-Pohjanmaa

De vlag van Keski-Pohjanmaa bestaat uit een blauw veld met een zilveren wezel met gouden klauwen en tong, lopend en omkijkend, vergezeld door drie zilveren kruisen boven en twee zilveren kruisen onder. De vlag is omrand met witte verticale banen. De vlag gekozen door de regionale overheid in 2000, gebaseerd op het wapen ontworpen door heraldist Gustaf von Numers.
De wezel die naar achteren kijkt, komt uit het oudst bekende wapen van de historische provincie Österbotten, uit 1562. De kleuren van het wapen zijn de traditionele kleuren van de historische provincie Österbotten.